# Родригес (Уругвай)
Родригес (исп. Rodríguez) — небольшой город в южной части Уругвая, на территории департамента Сан-Хосе.

## География
Город находится в восточной части департамента, к западу от реки Санта-Лусия, на высоте 30 метров над уровнем моря.
Родригес расположен на расстоянии приблизительно 15 километров к востоку от Сан-Хосе-де-Майо, административного центра департамента и на расстоянии 55 километров к северо-западу от Монтевидео, столицы страны. Ближайший гражданский аэропорт расположен в городе Монтевидео.

## История
Родригес возник как населённый пункт при железнодорожной станции. Получил статус сельского населённого пункта (Pueblo) 19 июля 1909 года. Получил статус малого города (Villa) 14 июня 1960 года.

## Население
По данным переписи 2011 года, население составляло 2 604 человека.
| Год  | Население |
| ---- | --------- |
| 1908 | 9 017     |
| 1963 | 1 295     |
| 1975 | 1 577     |
| 1985 | 2 035     |
| 1996 | 2 354     |
| 2004 | 2 561     |
| 2011 | 2 604     |

Источник: Instituto Nacional de Estadística de Uruguay